# Margarita Nigmatullin
Margarita Nigmatullin (* 6. November 1995 in Wilhelmshaven), auch bekannt als Maddy, ist eine deutsche Schauspielerin und Tänzerin.

## Leben
Margarita Nigmatullin stammt aus einer russisch-deutschen Familie. Im Alter von zehn Jahren nahm sie professionellen Tanzunterricht im Bereich Hip-Hop und Videoclip Dancing. 2015 wurde sie zusammen mit ihrer Duo-Partnerin Vizemeister beim Freestyle Contest.
Während ihrer Schulzeit nahm sie an einem Filmpool-Casting teil. Kurz vor ihrem Abschluss bekam sie das Angebot für eine Hauptrolle in der Reality-Seifenoper Köln 50667 des Fernsehsenders RTL II, wo sie als Lina Windhof in der Folge 702 zum ersten Mal auftrat, in der Folge 1765 (Dezember 2019) spielte sie zum letzten Mal mit.
Seit 2016 ist Nigmatullin auf YouTube aktiv. Im November 2020 erschien ihr erstes Musikvideo Nur nicht meinen Kopf.

## Filmografie
- 2015: Anwälte im Einsatz (Fernsehserie)
- 2015–2019: Köln 50667 (Fernsehserie)